# Amics de l'Art Romànic
Amics de l'Art Romànic (AAR) és una societat filial de l'Institut d'Estudis Catalans fundada l'any 1977, adscrita a la Secció Històrico-Arqueològica de l'IEC.
L'AAR té com a finalitat primordial la promoció de la recerca històrica i arqueològica, i la divulgació tant de l'art romànic com del preromànic i del gòtic i, en general, de la cultura romànica medieval als Països Catalans i als territoris que hi tingueren relació. També s'ocupa de la catalogació dels monuments del romànic català i llur recuperació. Des de l'AAR s'organitzen periòdicament col·loquis, cicles de conferències, sessions de treball, excursions i visites i ha promogut treballs en equip i reunions d'especialistes. Des del 1985 edita, amb periodicitat anual, la revista Lambard: Estudis d'Art Medieval i promouen altres publicacions sobre art romànic català.
Des de la seva constitució el 1977, els seus presidents han estat, successivament, Antoni Pladevall i Font (1977-1979), Josep Maria Gavín i Barceló (1979-1981), Ramon Vall i Rimblas (1981-1983), Joan-Ferran Cabestany i Fort (1983-1999), Maria Teresa Matas Blanxart (1999-2009), i Francesca Español i Bertran que ocupa la presidència des del 2009.